# Xu Ke
Xu Ke (chinesisch 徐珂, Pinyin Xú Kē; geb. 1869 in Hangzhou; gest. 1928) war ein chinesischer Schriftsteller und Publizist. Er schrieb eine „inoffizielle“ Geschichte der Qing-Dynastie, Qingbai leichao 清稗类钞, die 1917 in 48 Bänden veröffentlicht wurde. Dem Autor und UC-Irvine-Professor Yong Chen zufolge liefert das Buch liefere eine enzyklopädische Berichterstattung über das Leben während der Qing-Dynastie. Eine Sammlung mit vielen seiner Werke erschien unter dem Titel Kangju biji huihan 康居笔记汇函.

## Publikationen
HYDZD (Bibliographie, Nrn. 2788-2800)
- Qingbai leichao 清稗类钞 (Zhonghua shuju, 1984 -1986)
- Ke yan 可言 (Tiansuge kan erji 天苏阁刊二集)[4]
- Wenjian richao 闻见日抄 (Kangju biji huihan)
- Xuechuang wenbi 雪窗闻笔 (Kangju biji huihan)
- Meixi rilu 梅西日绿 (Kangju biji huihan)
- Li er bian 立尔编 (Kangju biji huihan)
- Tiansuge biji 天苏阁笔记 (Kangju biji huihan)
- Zhongke biji 仲可笔记 (Kangju biji huihan)
- Songyin xiabi 松阴暇笔 (Kangju biji huihan)
- Shenyu fangyan 呻余放言 (Kangju biji huihan)
- Fanyuan kehua 范园客话 (Kangju biji huihan)
- Xuechuang linghua 雪窗零话 (Kangju biji huihan)
- Xuechuang zahua 雪窗杂话 (Kangju biji huihan)
- Dashoutang zhaji 大受堂札记 (Kangju biji huihan)